# Kristoffer Gunnarsson
Kristoffer Adrian Gunnarsson Matsson, född 26 februari 1997 i Råda församling i Västra Götalands län, är en svensk professionell ishockeyspelare som spelar för Mora IK i Hockeyallsvenskan. Gunnarsson spelade som junior i Frölunda HC och har tagit både SM-brons och SM-silver med klubben i ungdoms- och juniorsammanhang. Säsongen 2015/16 gjorde han debut i SHL med Frölunda och tillbringade även en del av säsongen – och även följande säsong – med IK Oskarshamn i Hockeyallsvenskan. Säsongen 2017/18 lyckades han slå sig in i Frölundas SHL-trupp men fick allt mindre speltid säsongen därpå, vilket i december 2018 resulterade i en utlåning till seriekonkurrenten Linköping HC för återstoden av säsongen. I maj 2019 bröts Gunnarssons avtal med Frölunda och han anslöt kort därefter till Mora IK i Hockeyallsvenskan. Under en kort period spelade han också som utlånad till seriekonkurrenten Kristianstads IK.
Som junior representerade Gunnarsson Sverige vid JVM i Kanada 2017.

## Karriär

### Klubblag
Efter att ha påbörjat sin ishockeykarriär med moderklubben Borås Hockey, anslöt Gunnarsson till Frölunda HC:s ungdoms- och juniorsektion 2012. Säsongen 2013/14 tog han SM-brons med klubbens U18-lag, medan han säsongen därpå tog ett SM-silver med Frölunda J20 (i finalen föll man mot Djurgårdens IF med 3–1). Säsongen 2015/16 utsågs Gunnarsson till Frölunda J20:s lagkapten. Under säsongen spelade han också 13 matcher med Frölundas A-lag i SHL. Han gjorde sin första match i SHL med speltid den 19 september 2015, mot Luleå HF. I oktober samma år lånades han ut till IK Oskarshamn i Hockeyallsvenskan och spelade totalt fem matcher för klubben. Gunnarsson gjorde debut i Hockeyallsvenskan den 20 oktober 2015 i en match mot IF Sundsvall Hockey. Den 15 mars 2016 skrev Gunnarsson ett tvåårsavtal med Frölunda. Säsongen 2016/17 inledde Gunnarsson med IK Oskarshamn i Hockeyallsvenskan. I premiäromgången noterades han för sitt första mål för klubben och i serien, på Niklas Lundström, då laget besegrade IF Björklöven med 3–2. Totalt spelade Gunnarsson 29 matcher i Hockeyallsvenskan och noterades för ett mål och en assist. Han spelade också tio matcher för Frölunda i SHL, utan att noteras för några poäng. I en match mot Malmö Redhawks den 25 oktober 2016 tacklade Gunnarsson motståndaren Frederik Storm mot huvudet och stängdes sedan av i fem matcher.
Den 21 september 2017 förlängde Gunnarsson sitt avtal med Frölunda med ytterligare två säsonger. Säsongen 2017/18 var han för första gången ordinarie i Frölunda under hela säsongen. På 46 grundseriematcher gick han dock poänglös. I det efterföljande SM-slutspelet slogs Frölunda ut av Malmö Redhawks med 4–2 i matcher. Säsongen 2018/19 gjorde Gunnarsson, sitt första mål i SHL, på Jonas Gunnarsson, i en 4–1-seger mot HV71 den 20 oktober 2018. Efter att ha fått begränsat med speltid och blivit bänkad under en tid, meddelades det i början av december samma år att Frölunda lånat ut Gunnarsson till seriekonkurrenten Linköping HC för återstoden av säsongen. Vid säsaongens slut återvände Gunnarsson till Frölunda, men bröt kontraktet med klubben i maj 2019. Samtidigt, den 15 maj, meddelade Mora IK i Hockeyallsvenskan att man skrivit ett tvåårsavtal med Gunnarsson. Då Gunnarsson hade svårt att få speltid i Mora, meddelades det den 20 januari 2020 att klubben lånat ut honom för resten av säsongen till seriekonkurrenten Kristianstads IK.
Gunnarsson tillbringade hela säsongen 2020/21 med Mora IK och gjorde sin poängmässigt bästa säsong dittills. På 49 grundseriematcher stod han för tio poäng, varav ett mål. Den 2 augusti 2021 stod det klart att Gunnarsson förlängt sitt avtal med Mora med ytterligare en säsong. I slutet av säsongen 2021/22 bekräftades det den 1 mars 2022 att Gunnarsson skrivit ett nytt tvåårsavtal med Mora IK. Han utsågs inför säsongen 2022/23 till en av lagets assisterande kaptener.
Den 28 januari 2024 meddelades det att Gunnarsson förlängt sitt avtal med Mora med ytterligare två säsonger. Säsongen 2024/25 spelade han 49 grundseriematcher och gjorde sin poängmässigt bästa säsong som senior då han stod för ett mål och elva assistpoäng. Mora tog sig till slutspel och slog i första rundan ut Västerås IK innan man besegrades i fyra raka matcher av Djurgårdens IF i kvartsfinal.

### Landslag
Gunnarsson spelade sitt första och enda JVM 2017 i Kanada. Sverige gick obesegrade genom gruppspelet och slog sedan ut Slovakien i kvartsfinal med 8–3. I den efterföljande semifinalen slogs laget ut av Kanada via en 5–2-seger. I den efterföljande bronsmatchen vann Ryssland med 1–2 sedan man avgjort matchen 33 sekunder in i förlängningsspelet. På sju spelade matcher stod Gunnarsson för en assistpoäng. 

## Statistik

### Klubblag
| 2015–16                  | Frölunda HC              | SHL                      | 13  | 0 | 0  | 0  | 0   | —  | — | — | — | —  |
| 2015–16                  | IK Oskarshamn            | HA                       | 5   | 0 | 0  | 0  | 2   | —  | — | — | — | —  |
| 2016–17                  | Frölunda HC              | SHL                      | 10  | 0 | 0  | 0  | 29  | 8  | 0 | 0 | 0 | 6  |
| 2016–17                  | IK Oskarshamn            | HA                       | 29  | 1 | 1  | 2  | 8   | —  | — | — | — | —  |
| 2017–18                  | Frölunda HC              | SHL                      | 46  | 0 | 0  | 0  | 24  | 6  | 0 | 0 | 0 | 0  |
| 2018–19                  | Frölunda HC              | SHL                      | 15  | 1 | 0  | 1  | 4   | —  | — | — | — | —  |
| 2018–19                  | Linköping HC             | SHL                      | 26  | 0 | 1  | 1  | 18  | —  | — | — | — | —  |
| 2019–20                  | Mora IK                  | HA                       | 33  | 1 | 2  | 3  | 22  | —  | — | — | — | —  |
| 2019–20                  | Kristianstads IK         | HA                       | 14  | 0 | 1  | 1  | 37  | —  | — | — | — | —  |
| 2020–21                  | Mora IK                  | HA                       | 49  | 1 | 9  | 10 | 18  | 4  | 1 | 0 | 1 | 0  |
| 2021–22                  | Mora IK                  | HA                       | 44  | 2 | 5  | 7  | 12  | 8  | 0 | 0 | 0 | 10 |
| 2022–23                  | Mora IK                  | HA                       | 43  | 0 | 5  | 5  | 18  | 10 | 0 | 0 | 0 | 2  |
| 2023–24                  | Mora IK                  | HA                       | 51  | 3 | 3  | 6  | 14  | 11 | 0 | 3 | 3 | 2  |
| 2024–25                  | Mora IK                  | HA                       | 49  | 1 | 11 | 12 | 18  | 5  | 0 | 2 | 2 | 4  |
| Hockeyallsvenskan totalt | Hockeyallsvenskan totalt | Hockeyallsvenskan totalt | 317 | 9 | 37 | 46 | 149 | 38 | 1 | 5 | 6 | 18 |
| SHL totalt               | SHL totalt               | SHL totalt               | 110 | 1 | 1  | 2  | 75  | 14 | 0 | 0 | 0 | 6  |

### Internationellt
| År            | Lag           | Turnering     | Matcher | Mål | Assists | Poäng | Utv. |
| ------------- | ------------- | ------------- | ------- | --- | ------- | ----- | ---- |
| 2017          | Sverige       | JVM           | 7       | 0   | 1       | 1     | 2    |
| Junior totalt | Junior totalt | Junior totalt | 7       | 0   | 1       | 1     | 2    |